# Saison 31 des Mystères de l'amour
Chronologie
Saison 30 Saison 32

Cet article présente la trentième-et-unième saison de la série télévisée française Les Mystères de l'amour, diffusée à partir du 15 janvier 2023.

## Distribution

### Acteurs principaux (dans l’ordre d’apparition au générique)
- Hélène Rollès : Hélène Vernier
- Patrick Puydebat : Nicolas Vernier
- Elsa Esnoult : Fanny Greyson Roquier
- Sébastien Roch : Christian Roquier
- Laly Meignan : Laly Polleï
- Philippe Vasseur : José Da Silva
- Laure Guibert : Bénédicte Breton
- Tom Schacht : Jimmy Werner
- Isabelle Bouysse : Jeanne Garnier
- Cathy Andrieu : Cathy Da Silva
- Carole Dechantre : Émilie « Ingrid » Soustal
- Macha Polikarpova : Olga Poliarva
- Lakshan Abenayake : Rudy Ayake
- David Proux : Étienne

### Acteurs récurrents
- Jean Luc Voyeux : Le lieutenant Claude Guéant
- Marjorie Bourgeois : Le capitaine Stéphanie Dorville
- Chiavaccini Sylvain : Fredo
- Angèle Vivier : Aurélie Breton
- Benoît Dubois : Victor Sanchez, cousin de Hugo
- Moise Crespy : Dr. Bob Blake
- Hélène Julie Renard : Alex Pottier, cousine de Sylvain
- Marion Huguenin : Chloé Girard
- Richard Pigois : John Greyson
- Julie Chevallier : Béatrice Goutolescou
- Jean Baptiste Sagory : Sylvain Potier
- Charlène François : Sophie Grangier
- Elliot Delage : Julien Da Silva
- Mathilda Delecroix Denquin : Élise Bollet
- Frank Delay : Pierre Roussell
- Romain Emon : Le docteur Fabrice Dumont
- Virginie Théron : Gabriela Matei/Polleï
- Aden Caillault : Addy
- Sandrine Se : Tania Milot/Milau ex-codétenue d'Ingrid
- Jérémy Wulc : Jérémy Sibert dit, "Jerry", le policier de la scientifique
- Amaury Thimonier : Alban Dejivrai #2
- Magali Mosquera : Carmella
- Jonathan Caillat : Paul de Lalande
- Sandra Lou : Sandra Wolf
- Claire Thomas : Mégane
- Sylvain Vanstaevel : Jojo, le compagnon de cellule de Christian
- Patrick Hamel : Bryan Cornillac
- Michel Brugier : Michel Lomeau, l'opérateur d'INFO France
- Richard T. Darancy : Gerald Granier, vigile, garde de sécurité de Sandra Wolf
- Vincent Boucher : Léo Grangier
- Jérôme Thevenet : Yves Grangier
- Bertrand Lacherie : Le capitiane, Gael Royer, homme du GIGN
- Clément Gaucher : Le lieutenant de police, Lestonaize
- Matthieu Malmezac : Le prisonnier
- Kévin Duforest : Le gardien de prison
- Julien Croquet : Le gardien de prison
- Valentin Pradier : Vigile, garde de sécurité de collègue de Sandra Wolf
- Jean Nicolas Tirlo : Technical director (Montage), JLA Productions
- Virginie Stref : Oriane Mortier, connaissance de Christian du bar
- Christophe Dupuis : Vigile, garde de sécurité de Sandra Wolf
- Bradley Cole : Brad Holloway
- Benoît Facerias : Le gars qui a attaqué Camille
- Frédéric Dietz : Le gendarme
- Anaïs Pomeline : Infirmière
- Charlotte Ysnel : Infirmière
- Jérôme Wirtz : Le policier
- Camille François Nicol : Camille, le réalisateur du clip de Fanny
- Paul Arvenne : Maitre Charles Cailleux, l’avocat de Christian
- Elena Arnaiz : Marise, amie de Stéphanie, la juge
- Jean Rigal : Antonio Cardonna, le complice de Carmela
- Stéphane Meziani : Le gardien de prison
- Alexandre Cordier : Clovis
- Alice Pottier : Mireille, la secrétaire de Charles Cailleux
- Tyler Calagane : Le policier, gardien de la chambre de Christian
- Cécilia Alba : Frédérique Groussard, sœur de Fabien
- Vic Bernard : L'ingénieur du son
- Nathalie Civeyrac : Vanessa Maleck, la gérante de la boite de nuit
- Diane Martin : L'coiffeuse de Fanny en studio
- Eléonore Blot : L'maquilleuse de Fanny en studio
- Jérémie Milsztein : Le policier
- Patrick Stefanovic : Le musicien du garage, l'informateur Ingrid et Jeanne
- Kévin Machart : Le faux infirmier, kidnappeur de Christian
- Laura Stefftgen : La participante du parti chez Étienne, la séductrice de Étienne
- Malo Fleury : Le participant du parti chez Étienne
- Julie Garnier : Eloïse Darbon
- Elisa Duc : Infirmière
- Benjamin Desert : Le gardien de prison
- Maxime Toussant : Le policier
- Mickael Moustache : Le prisonnier
- Éric Pfaff : Le prisonnier
- Olivier Bordin : L'vidéographe de Sandra Wolf
- Mustapha Benameur : Le prisonnier
- Benjamin Witt : L'ami du musicien du garage
- Solenne Midenna : Louise
- Karim Aissaoui : Vigile, garde de sécurité de Sandra Wolf
- Clément De Lima : Le fournisseur de meubles
- Alexandre Schuers : Le vidéographe de Sandra Wolf
- Coralie Rose : Daphné, la barman "Crêperie"
- Claudine Bertin : Huguette Darbon, mère de Eloïse Darbon, une dame âgée
- Tihyad : Dr. Spatzer
- Antonin Leblanc :  Le policier à l'hôpital
- Etienne Beauvois : Le policier à l'aéroport
- Amandine Noworyta : Une ex de Victor
- Dustin Audibert :
- Maxime Van Laer :
- Sofiane Francine :

## Production
L'ensemble des épisodes de la saison sont produits par le groupe audiovisuel français JLA, fondé et présidé par Jean-Luc Azoulay.

## Épisodes
1. L’amour en détention
2. Souvenirs troublants
3. Tous ensemble
4. Prisonnier
5. Contrat dangereux
6. Problèmes en série
7. Vision néfaste
8. Méfiance obligatoire
9. Épreuves et preuves
10. Groupe de recherches
11. Complications
12. Révélation explosive
13. Jalousies
14. Parfums
15. Des sons et des odeurs
16. Double révélation
17. Camouflages indispensables
18. Recherches au sommet
19. Solution radicale
20. Nouveau coup du sort
21. Affrontements
22. Bas les masques
23. Dénouements imprévus
24. Récompenses et punitions
25. Résultats imminents
26. Arrestation

## Évolution des audiences

### Globale
| Minimum | 304 000 | Maximum | 606 000 | Moyenne | 428 884 |

### Par jour de diffusion
| Samedi   | Minimum | 304 000 | Maximum | 427 000 | Moyenne | 363 308 |
| Dimanche | Minimum | 385 000 | Maximum | 606 000 | Moyenne | 494 462 |